# 索图 (圣玛丽亚-达费拉)
索图是葡萄牙阿威罗区的一个堂区。总面积9.4平方公里，总人口4835人，人口密度514.4人/平方公里。